# Bridgetown (comté de Clare)
Pour les articles homonymes, voir Bridgetown (homonymie).
Bridgetown est un village en Irlande, situé dans le comté de Clare.